# トロッター
トロッター (Trotter) は、速歩の得意な馬、あるいはそのような馬の品種。速歩馬の中でも特に斜対歩の得意な馬を指す場合もある。主に競走馬と乗馬に使用。主要生産国はフランス、アメリカ合衆国、オーストラリア、イタリア、スウェーデン、カナダ、ロシアなど（生産頭数順・国際競馬統括機関連盟による）。

## 代表的な品種
- スタンダードブレッド（アメリカントロッター）
- フレンチトロッター（英語版）
- オルロフトロッター（英語版）
- ロシアントロッター（メティストロッター）
- スウェーデントロッター
- ミズリーフォックストロッター（英語版）